# Dalaschlucht

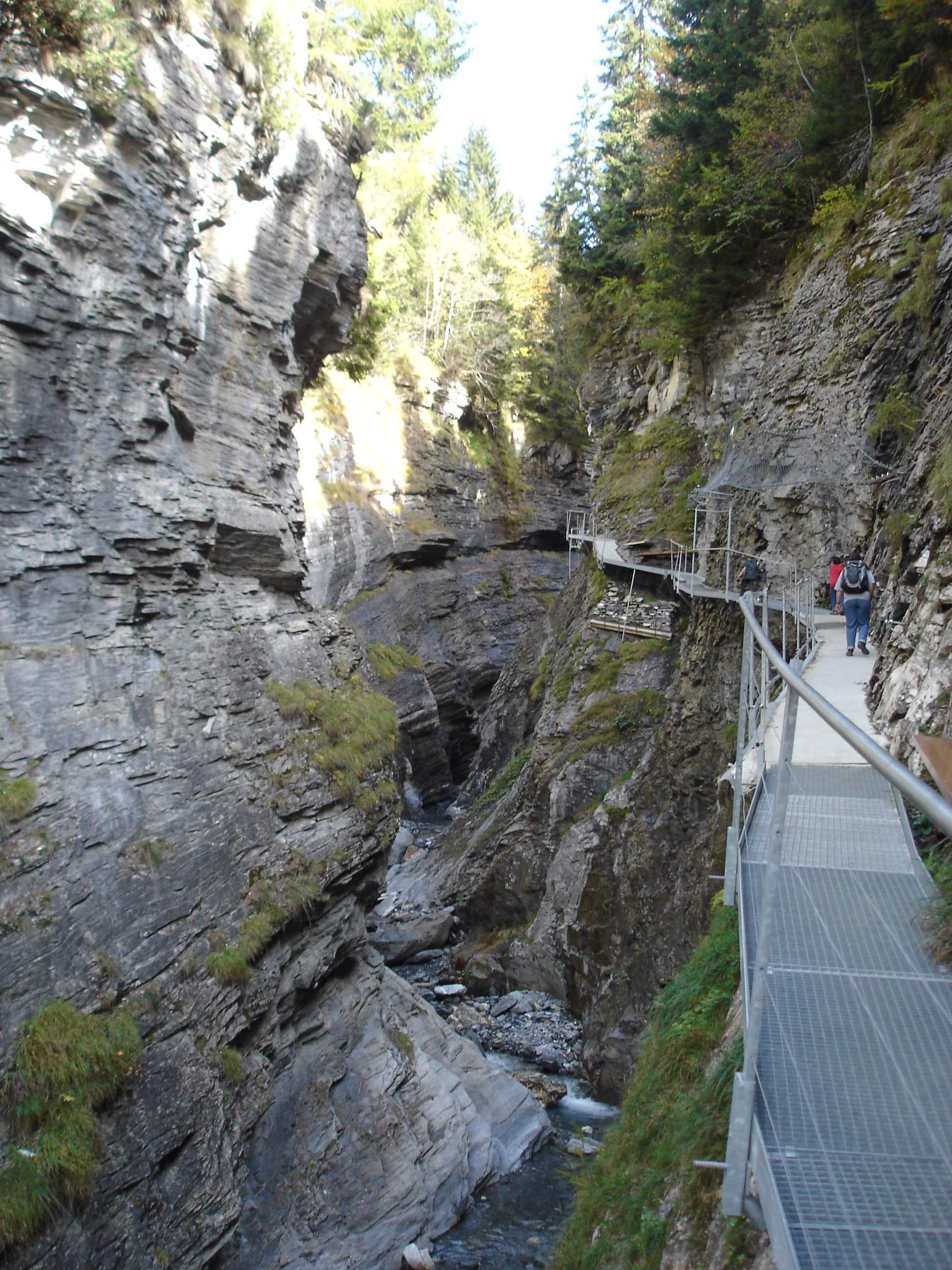
Die Dalaschlucht

Die Dalaschlucht ist eine enge und steil abfallende Einkerbung auf dem Territorium der Gemeinde Leukerbad im Oberwallis. Sie bildet den ersten Teil des Dalatals.
Im Jahre 2004 wurde der Thermalquellen-Steg über die Dalaschlucht eröffnet. Der fast 600 Meter lange Steg führt überall mindestens vier Meter hoch über dem Flussbett in die Schlucht hinein. Aus nächster Nähe kann man so die Gesteinsschichten sehen, die das Thermalwasser führen. Die Lehrpfade werden von den Thermalquellenzunft Leukerbad betreut. Im Sommer können Besucher an geführten Besichtigungen teilnehmen. Im Herbst finden, je nach Wetterlage, «mystische Begehungen» in der Dalaschlucht statt.